# محمد أيوب خالد
قارئ محمد أيوب خالد هو قيادي في حركة طالبان الأفغانية وحاكم ولاية بدخشان شمال شرق أفغانستان منذ سبتمبر 2023. وكان قائد القوات الشرقية لطالبان.

## سيرته

### ولاية كنر
تولى أيوب خالد منصب حاكم ولاية كنر في 4 مايو 2023، بعد مرور ما يقرب من عامين على إعلان إمارة أفغانستان الإسلامية. كانت فترة ولايته في كنر قصيرة، إذ لم تدم سوى شهرين، قبل أن يتم يتولى ولاية بدخشان بعد اغتيال القائم بأعمال الحاكم نزار أحمد أحمدي.

### ولاية بدخشان
في 26 يونيو 2023، عين المرشد الأعلى لطالبان الملا هبة الله آخند زاده أيوب خالد ليكون حاكمًا لولاية بدخشان، تاركًا منصبه السابق كحاكم لمقاطعة كنر وحل محله قدرت الله أبو حمزة. بعد وقت قصير من اغتيال القائم بأعمال حاكم ولاية بدخشان السابق، نزار أحمد أحمدي، على يد تنظيم الدولة الإسلامية في ولاية خراسان. حيث في يوم 6 يونيو 2023، انفجرت سيارة محملة بالمتفجرات في سيارة أحمدي، مما أسفر عن مقتل أحمدي وسائقه وإصابة ستة مدنيين من المارة.

#### المشاريع
في منتصف يناير 2024، أعلن أيوب خالد في مقابلة مع وكالة أنباء بختار التي تسيطر عليها الدولة عن اكتمال بناء طريق بامير الصغير الذي يربط أفغانستان وجمهورية الصين الشعبية وعن الخطط القادمة لرصف الطريق بالإسفلت. أُطلق مشروع الطريق من قبل جمهورية أفغانستان الإسلامية السابقة بهدف فتح فرص الاستثمار (خاصة في مجال التعدين) في أفغانستان أمام السوق الصينية. وفي حين أشاد أيوب خالد بفرص التجارة مع الصين.
في الساعة 7:00 مساءً بتوقيت شرق الولايات المتحدة في 21 يناير 2024، تحطمت طائرة رجال أعمال من طراز داسو فالكون 10 كانت تقل امرأة من رايونغ، تايلاند إلى موسكو مع زوجها وطاقم الطائرة (جميعهم من الجنسية الروسية) في جبال مقاطعة بدخشان بعد محاولة هبوط اضطراري منخفض الوقود في طاجيكستان. تمكنت فرق البحث الأفغانية، بما في ذلك القوات الجوية الأفغانية، من تحديد موقع الطائرة التي سقطت، وعثروا على ممرضة ناجية مصابة بجروح طفيفة.